# Quasi-Zenith
Segmentul spațial japonez QZSS (Quasi-Zenith Satellite System) se bazează pe sistemul american GPS și este de fapt o extindere a acestuia cu scopul îmbunătățirii preciziei, concentrându-se asupra Japoniei. Acesta este format din 4 sateliți și este funcțional din 2018. Independența sistemului japonez față de cel american este programată pentru anul 2023, și va fi compus din 7 sateliți.